# Omega Centauri
Omega Centauri (ω Cen, NGC 5139, také známá jako Caldwell 80) je kulová hvězdokupa v souhvězdí Kentaura nacházející se ve vzdálenosti 15 800 světelných let od Země. Od starověku byla známa jako hvězda, za mlhovinu ji označil až v roce 1677 Edmund Halley. Roku 1830 ji jako kulovou hvězdokupu identifikoval anglický astronom John Herschel.
Při svém průměru kolem 183 světelných let a absolutní magnitudě -10,3 je to největší a nejjasnější známá kulová hvězdokupa ze zhruba 150 hvězdokup v naší Galaxii.
Obsahuje okolo 10 milionů hvězd, které obíhají kolem společného gravitačního centra. Její odhadovaná hmotnost je (4,05 ± 0,1)×106 {\displaystyle M_{\odot }}.
Omega Centauri se od ostatních kulových hvězdokup v naší galaxii natolik odlišuje, že se možná jedná o jádro trpasličí galaxie zbavené vnějších hvězd.

## Pozorování

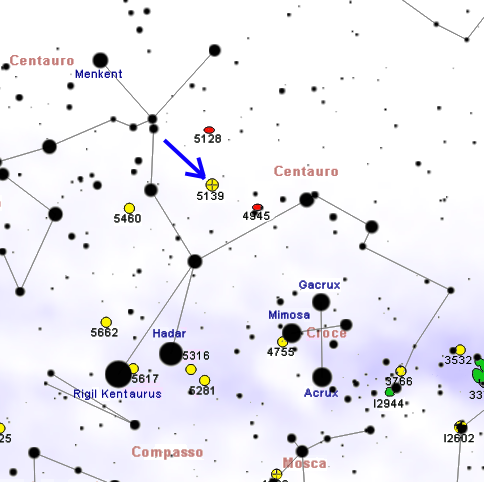
Poloha NGC 5139 v souhvězdí Kentaura

Na obloze se nachází ve střední části souhvězdí Kentaura, 5° západně od pouhým okem viditelné hvězdy s magnitudou 2,6 Zéta Centauri (ζ Cen). 4,5° severně se nachází jasná čočková galaxie Centaurus A.

## Historie pozorování
Řecký astronom Klaudios Ptolemaios tento objekt popsal kolem roku 150 ve svém díle Almagest jako hvězdu na zádech koně ("Quae est in principio scapulae"). Německý právník a astronom Johann Bayer v roce 1603 použil ve své Uranometrii Ptolemaiova data k označení tohoto objektu jako "Omega Centauri". Edmund Halley tento objekt znovu objevil roku 1677 při svém pozorování dalekohledem z jihoatlantského ostrova Svaté Heleny a zapsal jej jako nehvězdný objekt. Halley tento objekt v roce 1715 zapsal do seznamu šesti "jasných skvrn", který vydal ve vědeckém časopise Philosophical Transactions of the Royal Society.
Švýcarský astronom Jean-Philippe Loys de Chéseaux v roce 1746 zařadil Omegu Centauri do svého seznamu 21 mlhovin, stejně jako francouzský astronom Nicolas-Louis de Lacaille v roce 1755, který jí přiřadil katalogové číslo L I.5. Kulovou hvězdokupu v ní rozeznal až roku 1826 původem skotský astronom James Dunlop, který ji popsal jako "krásnou hvězdnou kouli velmi postupně a mírně stlačenou směrem do středu".

## Vlastnosti
Při své vzdálenosti kolem 15 800 světelných let od Země je Omega Centauri jednou z mála kulových hvězdokup viditelných pouhým okem a v oblastech s tmavou venkovskou oblohou je její zdánlivý průměr velký téměř jako průměr Měsíce v úplňku.
Je to nejjasnější, největší a s hmotností 4 milionů hmotností Slunce také nejhmotnější známou kulovou hvězdokupou v Galaxii. V rámci Místní skupiny galaxií (zahrnující přes 30 nejbližších galaxií) je známá pouze jediná větší a jasnější kulová hvězdokupa – Mayall II v Galaxii v Andromedě.
Omega Centauri obsahuje několik milionů hvězd populace II a její stáří je kolem 12 miliard let.

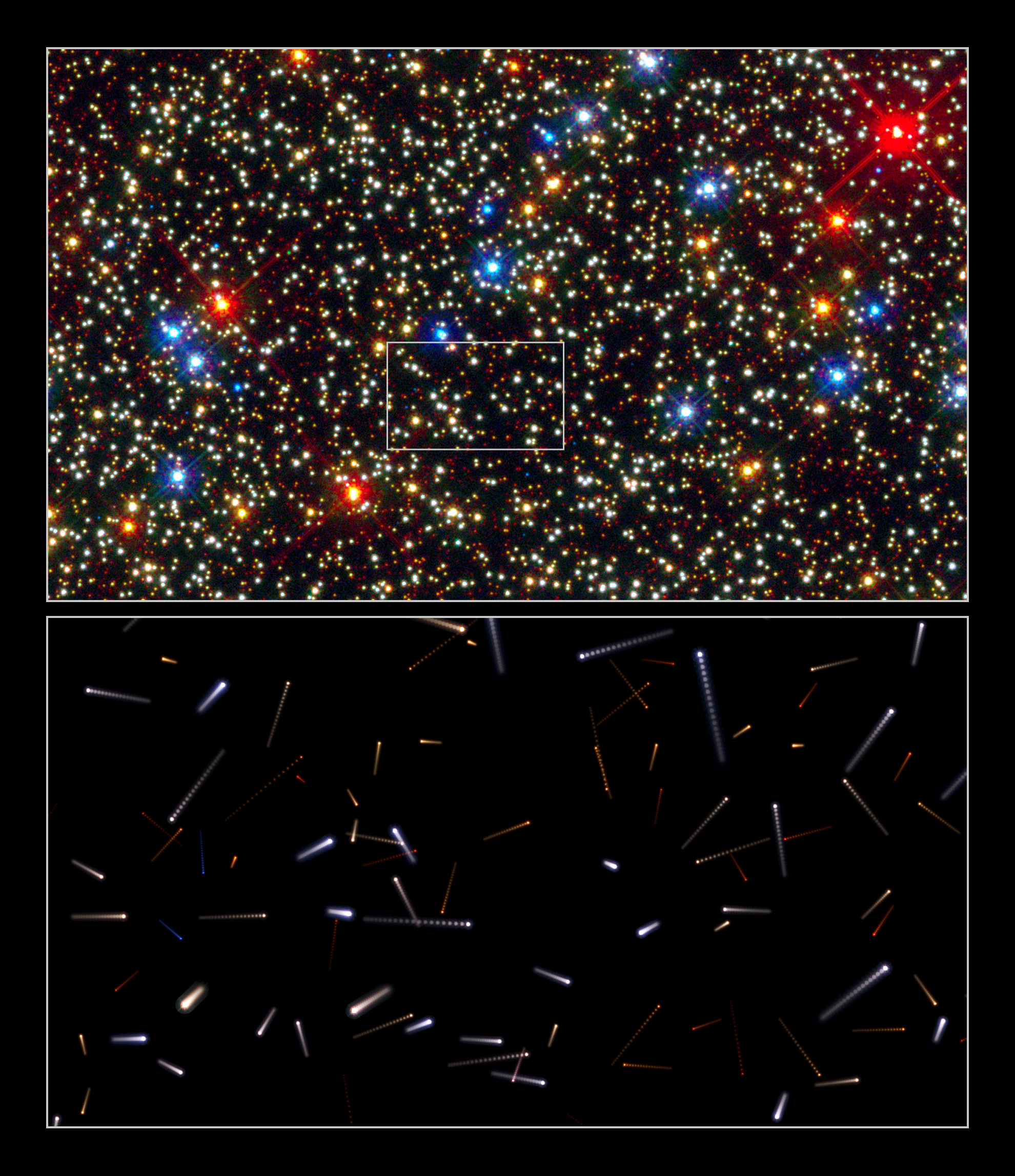
Střed hvězdokupy Omega Centauri. Spodní diagram ukazuje budoucí polohy hvězd označených na horním obrázku bílým rámečkem. Každá čára značí předpokládaný pohyb hvězdy během příštích 600 let. Časový úsek mezi dvěma tečkami v těchto čarách odpovídá období 30 let. Říjen 2010. Autor: NASA, ESA, J. Anderson a R. van der Marel (STScI).

V jejím středu jsou hvězdy nahuštěny tak silně, že se jejich průměrná vzdálenost odhaduje na pouhých 0,1 světelného roku. Pomocí měření radiální rychlosti 469 jejích hvězd byly určeny její vnitřní pohyby.
Členové hvězdokupy obíhají kolem těžiště s rozptylem špičkové rychlosti 7,9 km s−1. Rozdělení hmoty odvozené od těchto pohybů je poněkud širší než rozdělení svítivosti, ale navzájem se příliš neliší.

### Centrální černá díra
Studie z roku 2008 nastiňuje možnost existence středně těžké černé díry uprostřed ω Centauri. Studie byla provedena na základě pozorování HST a Observatoře Gemini v Chile. Data získaná z přístroje ACS (Advanced Camera for Surveys) dalekohledu HST ukázala, že se hvězdy shlukují poblíž středu hvězdokupy, což je dokázáno i postupným nárůstem záře hvězd. E. Noyola a kol. pomocí přístrojů Observatoře Gemini změřili rychlost hvězd vířících kolem středu hvězdokupy a zjistili, že se hvězdy blízko středu pohybují rychleji než vzdálenější hvězdy. Tato měření byla přisouzena jevu gravitačního ovlivňování hvězd neviditelnou hmotou ve středu hvězdokupy. Porovnáním těchto výsledků s běžnými modely astronomové usoudili, že nejpravděpodobnější příčinou je gravitační přitažlivost hustého a hmotného objektu srovnatelného s černou dírou. Vypočítaná hmotnost této černé díry byla 4,0×104 {\displaystyle M_{\odot }}.
Novější práce ovšem závěry této studie podrobně rozebrala a zejména odmítla navrhované umístění černé díry.
Výpočty provedené při jiné poloze středu ukázaly, že se rychlost hvězd blízko středu nemění s jejich vzdáleností od středu, jak by se očekávalo v přítomnosti středně těžké černé díry. Stejná studie také zjistila, že zář hvězd směrem ke středu neroste, ale zůstává přibližně stejná. Tvůrci této studie poznamenali, že jejich práce přítomnost černé díry navrhované předchozí studií zcela nevylučuje, ale ani nepotvrzuje a její hmotnost odhadují na nejvýše 1,2×104 Sluncí.

### Narušené jádro trpasličí galaxie
Podle jedné myšlenky může Omega Centauri představovat jádro trpasličí galaxie, která byla v minulosti narušena a pohlcena Mléčnou dráhou.
Ve skutečnosti se i Kapteynova hvězda považuje za původního člena hvězdokupy.
Také chemické složení hvězdokupy a směr jejího pohybu tomu nasvědčují. Podobně jako u Mayall II mají hvězdy v Omega Centauri různorodé chemické složení a stáří (což nebývá v kulových hvězdokupách obvyklé), takže by se opravdu mohlo jednat o jádro menší galaxie kdysi pohlcené Mléčnou dráhou.